# Dág (Hungria)
Dág é um município da Hungria, situado no condado de Komárom-Esztergom. Tem 11,89 km² de área e sua população em 2015 foi estimada em 946 habitantes.